# Saint-Symphorien-sous-Chomérac
Saint-Symphorien-sous-Chomérac è un comune francese di 720 abitanti situato nel dipartimento dell'Ardèche della regione dell'Alvernia-Rodano-Alpi.

## Società

### Evoluzione demografica
Abitanti censiti